# ルパン三世 ルパン暗殺指令
- ルパン三世 > ルパン三世 ルパン暗殺指令
- トムス・エンタテインメントの作品一覧 > ルパン三世 ルパン暗殺指令
- 金曜ロードショー > ルパン三世 ルパン暗殺指令

『ルパン三世 ルパン暗殺指令』（ルパンさんせい ルパンあんさつしれい）は、モンキー・パンチ原作のアニメ『ルパン三世』のTVスペシャルシリーズ第5作。1993年7月23日に日本テレビ系の金曜ロードショーにて放送された。視聴率は22.0%。

## 概要
武器密売組織「ショットシェル」の金と組織の壊滅作戦を狙うルパンファミリーとショット・シェルとの駆け引きに加えて、銭形警部解任後のICPOルパン三世専従捜査官で、ルパン暗殺を狙う傭兵あがりのキースも入り混じって大混戦を展開する。
前年に放送されたTVスペシャル『ルパン三世 ロシアより愛をこめて』が視聴率的に今一つだったため、本作はそれまでのTVスペシャルシリーズを完結させる予定で製作された。しかし、本作の視聴率が好評だったためにTVスペシャルの続行が決まった。
この作品では劇場映画第2作『ルパン三世 カリオストロの城』に登場したフィアット・500が序盤シーンにのみ登場している。ボディーカラーは『TV第1シリーズ』をイメージしたらしくライトブルーだが、ナンバーは「R-33」である。ワイドフェンダーを装備していたが、荷物を山積みにして走る姿は『カリオストロの城』の劇中そのものである。また、オープニングのシーンでは『カリオストロの城』の回想シーン以来、実に14年ぶりにベンツSSK（ボディーカラーはグリーンであった）も登場するなど、TVスペシャルの完結編となる予定であったため、大幅に原点回帰がなされている。
『カリオストロの城』以来、ルパン一味と銭形警部が手を組んだ作品で、物語冒頭から手を組んでいたという珍しいパターンでもある。
この作品に登場する原子力潜水艦「イワノフ」は、過去作（『ルパン三世 PARTIII』最終話「原潜イワノフの抹殺指令」）にも同名の潜水艦として登場しているが、こちらも本作と同じ柏原寛司が脚本を担当した作品であり、いずれの作品でもイワノフは最終的に破壊されている。

### 製作
TVスペシャルが開始されて以来、一貫して監督を務めてきた出崎統が降板し、『TV第1シリーズ』初期の演出を手がけたおおすみ正秋が22年ぶりに参加した。
おおすみによると、制作会社の東京ムービー新社とは袂を分かつような形で『TV第1シリーズ』を降板したため疎遠になっていたが、「関係を元の状態に戻したい」という連絡があったことで同社を訪れたところ、そこで本作の監督を打診されたという。おおすみは後に「『TVスペシャルを今回で最後にしたい。貴方が始めた作品だから、貴方に最後を作ってほしい』と頼まれた」「ルパンで別れて再びルパンで出会うというのも、なんだか因果話みたいでおもしろい」と発言している。
『TV第1シリーズ』以降、ほとんどの作品に参加していた脚本監督の飯岡順一と話し合ったおおすみは、『TV第2シリーズ』などおおすみ降板後に築かれたルパンのイメージを壊さないことに留意しつつ、『TV第1シリーズ』初期のハードボイルドな作風に戻したという。そのため、アフレコ時にはルパン役の山田康雄におちゃらけたセリフを言わないよう指示している（なお、山田は『カリオストロの城』のアフレコにおいて、監督の宮崎駿からも同様の指導を受け、「宮崎さんからも同じことを言われたよ」と笑いながら回想していたという）。
おおすみによって立ち上がった本作のコンセプトには「ストーリーよりも、まずキャラクターを明確に描く」「説明台詞など『説明のために物語がある』ようなことは排除し、説明を表現に置き換える」「現代に通用する作品にするため、光と陰の部分の強調、および各場面の光源がどこにあるかを明確にする」などがある。
キャラクターデザイン及び総作画監督には、江口寿志が起用された。江口はデザインを起こす前に『TV第1シリーズ』の作画監督をしていた大塚康生にメインキャラクターの参考用イラストを描いてもらい、それを元に本作のデザインを起こしたという。そのため、TVスペシャル初期の馬面ルパン（劇場映画第1作『ルパン三世 ルパンVS複製人間』などに近いデザイン）から従来の猿面ルパンに戻されたほか、逆に次元は前髪が帽子の下からはみ出ているという今までにないデザインとなっている。また、江口は後年に、ルパンのジャケットを黄色に変更したかったが不採用となったことを明かしている。
江口によると、作画期間はわずか2か月だったという。レイアウトにはすべて目を通したものの、全場面の絵や動きを確認することはできず、原画は各作画監督に任せる体制となったという。
絵に関しては、おおすみの「セル画特有の“隈から隈まで塗ってあります”という描き方には飽きた。だけど、日本の背景技術はリアリズムという側面で世界一だと思う」という考えから、背景とセルの絵が剥離しないようなものにすることを目指し、原画の段階から陰ではなく絵のスタイルとして黒く塗り潰した部分を挿入するなどの工夫がされている。
山田は本作出演時点で体調を崩していた。アフレコの休憩中に疲労困憊に見舞われた本人の希望から後半の収録は椅子に座って行ったが、それまでは役者としてのプライドから座っての収録など無かったため異例だったという。
この作品からステレオでの制作・放送に移行した。BGMにはそれまでとは異なり、シンセドラムや当時の最新式のシンセサイザーが多数使用されている。
おおすみは放送から数年後の取材で「（制作現場が）殺伐としててモノを作るって感じじゃなかった」とし、本作が納得のいく仕上がりでは無かった事を明かした。だが、その中で満足が行ったというのが山田への演技指導だったといい、山田は健康状態が芳しく無かったものの、演技に関しては「素晴らしい出来だった」と評している。なお、本作が高視聴率、高評価を受けた事により、『TV第1シリーズ』の長年の恨みを果たしたのでは?とインタビュアーに振られた際、ルパンが再放送で人気を獲得した経緯に触れ「フィルム自体に変わりはない」と評価や視聴率に関心が無い事を明かした。

## あらすじ
ルパンと次元はとある仕事でヘマを犯し、アジトを警官隊に包囲されてしまう。しかし、そこに現れた銭形は警官隊を解散させると単身で乗り込んでくる。訝しがるルパンを後目に、銭形は自身がルパンの専従捜査官を解任されたことを明かす。銭形に替わってルパン捜査に就いたのは、傭兵あがりで捜査対象を殺すことも厭わないことで知られるキース・ヘイドン捜査官であった。銭形は謎多き武器密売組織「ショットシェル」の壊滅捜査を命じられたとのことであった。銭形を哀れに思ったルパンは「ショットシェル」から大金を盗み、ついでに壊滅させる計画を立てる。銭形は大金強奪は知らず、純粋に自分のためにショットシェルを壊滅させようとしていると感謝してルパンに協力する。
ショットシェルがロシアの最新鋭原子力潜水艦「イワノフ」を狙っていることを知ったルパンらは、彼らをおびき出し、コンタクトを取るために、イワノフ強奪を狙う。イワノフを動かすにはロシア核物理学研究所に所属する若き女性天才物理学者カレン・クオリスキー教授が必要であり、同じく彼女の身柄を狙うショットシェルの機先を制して不二子と五ェ門が彼女を先に拉致し、その後、銭形を加えたルパン一味はまんまとイワノフの強奪に成功する。
実はカレンは、少女時代に目の前で父が彼の相棒であった次元に射殺されていた。このためカレンは機をみて父の仇を討とうとし、油断させるため彼から拳銃の手解きを受ける最中、出自を明かして次元を撃とうとする。しかし、これはキースの襲撃によって有耶無耶となってしまう。
ショットシェルの代表ジョン・クローズから、イワノフ購入のコンタクトを受けたルパンは、潜水艦から核ミサイルなどの装備を撤去した上で、さらに彼らが狙っているカレンもハワイで下ろし、その護衛役として五ェ門と銭形をつける。その上でルパン・次元・不二子の3人で案内されたショットシェルの本拠地であるミクロネシア海域の孤島へ向かう。
表向きルパンらを快く出迎えたジョンは、カレンの行方を探りつつ、ルパン達をビジネスパートナーとして、自分が核関連兵器に手を出そうとしていることを明かす。その一環として、アメリカの廃棄された原子力潜水艦の原子炉や、ロシアの廃棄された原子力潜水艦の強奪を依頼し、ルパンも彼を油断させるため引き受け成功させる。並行してとある建物一棟まるまるが、ショットシェルの現金を貯めている金庫であることを突き止める。
一方、カレンを軟禁しているハワイの家をキースが急襲してくる。五ェ門は射出型ナイフで胸を刺されて海中に落下して行方不明となり、カレンは今度こそ次元を殺すため自分の意思でキースに付き従う。実はキースはショットシェルの秘密社員であり、ルパン逮捕（殺害）の表の任務以外にもジョンの命令でカレンの行方を捜していた。
現金強奪計画当夜。ジョンに勘づかれるも、多額の現金を盗み出し、イワノフに積み込むことに成功する。後は島から逃げ出すだけのところ、そこにカレンを連れたキースが現れ、襲撃してくる。キースを引き受けた次元を殺そうとするカレンであったが、彼から父の死の真相を教えられ動揺する。その間に、建物内に逃げ込んだ次元をキースは家屋ごと手榴弾で爆破してしまう。不二子はジョンに捕まってしまい、ルパンは辛くもイワノフのミサイルに乗り込んで脱出し、五ェ門らが待っているはずのハワイへと向かう。一方でカレンはキースの手からジョンに引き渡されるが、彼への協力を拒み、不二子と同じ部屋に拘禁される。
ハワイに到着したルパンは銭形から五ェ門が殺されたことなどを話すが、ひょんなことから実は生きていた彼と再会する。実は、五ェ門はキースの放った射出型ナイフを咄嗟の判断で斬鉄剣の刃に当てていたのだった。これが功を奏し、深手を負いながらも心臓は無傷だったことと、島の漁師に救助されたという幸運が重なり、命拾いしたのであった。3人はリベンジの為、再びショットシェルの本拠地へ乗り込み、お手製の爆撃機で島を破壊する。その後、島に降りたルパンは拘禁部屋から脱出した不二子やカレンと合流するが、再びキースの襲撃に遭う。絶体絶命の危機の中で死んだと思われていた次元が現れキースを撃ち彼は倒れる。次元は飛び込んだ家屋の中に地下室を発見したため、ここに逃れることで命拾いしたのであった。カレンは次元に銃口を向けるが、そこに実は生きていたキースが立ち上がって銃を乱射する。ルパンと次元の銃撃で今度こそキースは死ぬが、流れ弾に当たってカレンが致命傷を受ける。カレンは次元に抱きかかえられながら、イワノフの自爆装置のスイッチを託して息を引き取る。
そこにジョンと彼の部下たちが現れる。ルパンに激怒しつつも不二子の機転によって殺すことは諦め、イワノフを新たな本拠地として活動することを宣言する。そしてルパンらを島に残して出航したジョンたちであったが次元が自爆装置のスイッチを入れ、イワノフは大爆発して沈没する。
後日、カレンの葬儀を終えたルパン一行はショットシェルの資金がフランスの人工衛星に移されていたことを知る。ショットシェルを壊滅させた功績でルパン捜査に復帰した銭形を出し抜いた後、一行はスペースシャトルに乗り込み宇宙に向かう。そして人工衛星から溢れ出す大量の札束を手にし大喜びの不二子を見たルパン達は女の執念は怖いと呆れるのであった。

## 登場人物

### メインキャラクター
ルパン三世
かの名高き怪盗アルセーヌ・ルパンの孫で、自らも世界的な大怪盗かつ変装の達人。
銭形の訪問を受けて、国際的武器密売組織「ショットシェル」の資産強奪と壊滅を次の狙いとする。
次元大介
コンバットマグナムを使う射撃の名手でルパンの相棒。
ルパンと行動を共にするが、かつて相棒であったカレンの父を殺害した過去が明らかになり、彼女から父の仇として命を狙われる。
石川五ェ門
古の大泥棒・石川五ェ門の十三代目。最強の刀「斬鉄剣」を使う居合い抜きの達人。
本作ではルパン一味として最初から作戦に参加し、カレン拉致などを担う。中盤でキースに射出型ナイフで胸を刺され、崖から海に転落して行方不明となる。
峰不二子
ルパン一味の紅一点で、付かず離れずの存在。時にはルパン達を利用したり、裏切ったりすることも多い。
本作ではルパン一味として最初から作戦に参加し、カレン拉致などを担う。中盤ではジョンを篭絡し、資産の在り処などを探る。
銭形警部
ルパン一味を追うICPOの捜査官。ルパン専任捜査官であるため、ルパンに関係する事件なら世界中どこでも捜査権が認められている。
ところが、本作では冒頭でルパン専任捜査官の職を解任されたことをルパンらに明かす。新任務であるショットシェル壊滅を達成し、ルパン専任捜査官に復帰すべく、同じく壊滅を狙うことになったルパンらと行動を共にする。

### ゲストキャラクター
カレン・クオリスキー
本作のゲストヒロイン。核物理学者でモスクワ大学教授。
ロシアを代表する若き美人物理学者。ソ連崩壊後に軍事技術者が他国に引き抜かれていく中でもロシアに残るなど、祖国愛も強い。核物理学者としてイワノフの設計にも携わっていたことから、操縦法を知る人物として、ルパンとショットシェル双方から身柄を狙われる。反抗心を持ちつつも最終的にはルパンらに操縦法を教え、艦に搭載されている核関連兵器はショットシェルに渡さないよう頼みこむ。
実は次元のかつての相棒の娘であり、次元は当時少女であった彼女の目の前でその父を射殺していた。このため、次元を憎んでおり、偶然から彼と接触する機会を得たことで、父の仇を討とうと企む。しかし、中盤で父が次元を裏切った自業自得の死という真相を知らされて動揺し、口では自分が次元を殺すと言いつつも、戸惑うにようになっていた。
ジョン・クローズ
国際的武器密売組織「ショットシェル」のボス。
小柄な体格にやや小皺のついた顔立ちのインテリの男（年齢はそれほど高くないという）。知略に長け、世界的な犯罪組織のボスらしい悪辣かつ尊大な性格だが、一方でビジネスマンとして腰の低い態度も見せ、当初、ルパンらと協力関係にあった時分には丁寧で穏やかな口調に、にこやかな笑顔を見せる。ルパンに何か狙いがあることは察しつつも、表面的には友好的に接し、その能力を評価して部下にならないかと誘いもかける。不二子に篭絡されつつも、最終的にはルパンの狙いを看破し、妨害に成功している。
不二子に対しては自分を騙していると気づきつつも惚れ込んでおり、キースから匿ったり、最後も彼女の命だけは助けようとした。
キース・ヘイドン
ICPOの捜査官。
元傭兵という経歴を持つ偉丈夫。銭形の後任としてルパン専従捜査官に任命される。銃器の扱いから戦闘ヘリの操縦までこなし、戦闘能力は高い。裏社会にも知られるICPOの優秀な捜査官ではあるが、もっぱら生きて捕まえるよりも初めから殺すことを前提に動く。このためルパン・次元・五ェ門・不二子を殺そうと行動する。
実はショットシェルの秘密社員であり、この理由からもルパンの殺害を企てており、またカレンの身柄拘束も狙っていた。ただし、ICPOの捜査官という立場は偽装ではなく本職であり、不二子を殺したくないジョンの意向に関係なく、ICPOの任務として彼女の命は狙っている。
ブラッド
ショットシェルの社員。
ジョンの部下の中でも筆頭的な役割を持つ大柄な男。単独での潜入や拉致から部下の指揮まで幅広くこなす。序盤のカレン拉致作戦から終盤まで物語中には幅広く登場するが、最期はジョンや同僚らと共にイワノフの爆破に巻き込まれる。
マローン
ショットシェルの社員。
ブラッドと行動を共にすることが多い小柄な男。最期はジョンや同僚らと共にイワノフの爆破に巻き込まれる。

## 用語
原子力潜水艦「イワノフ」
ロシアが開発した最新鋭の原子力潜水艦。SLBM（潜水艦発射弾道弾）を30基搭載し、核武装化も可能。ショットシェルと接触するためのエサとしてルパンが盗んだ。モデルはタイフーン型原子力潜水艦。
ショットシェル
本作の敵組織。表向きは合法的な企業として都市部にオフィスビルを構えているが、その正体は国際的武器密売組織。国家を相手にし、兵器の売買などを行う。実態や本拠地など不明確でICPOも掴めていなかった。ミクロネシア海域の孤島に築いた本拠地には、ニューヨークのコンドミニアムにも勝る最新鋭のジョンの邸宅や兵器工廠などがあり、多大な利益を上げている。しかし、従来の商売のままでは先細るとし、今後は核関連兵器の売買に手を出したり、自分たちで戦争の火花を落とすことで需要を作り出す、更には新たに宇宙開発事業への着手などを計画している。また、世界各国の様々な機関にキースのような兵器売買のための秘密社員がいる。
なお、ショットシェルとは散弾銃の実包の意。

## 声の出演
- ルパン三世 - 山田康雄
- 次元大介 - 小林清志
- 石川五ェ門 - 井上真樹夫
- 峰不二子 - 増山江威子
- 銭形警部 - 納谷悟朗
- カレン・クオリスキー - 田中敦子
- ジョン・クローズ - 野沢那智
- キース・ヘイドン - 石塚運昇
- ブラッド - 銀河万丈
- マローン - 飛田展男
- 小山武宏
- 藤本譲
- 堀之紀
- 亀井芳子
- 佐久田修
- 入江崇史

## スタッフ
- 原作 - モンキー・パンチ（中央公論社刊）
- 監督 - おおすみ正秋
- 脚本 - 柏原寛司
- 絵コンテ・演出 - 奥脇雅晴
- 演出助手 - 真野玲、深井利行
- キャラクターデザイン・総作画監督 - 江口寿志
- メカデザイン - 亀垣一
- 作画監督 - 熊谷哲也、平山円、堀内博之、赤堀重男、田中保
- 美術監督 - 石垣努
- 撮影監督 - 長谷川肇
- 編集 - 鶴渕允寿
- 音楽 - 大野雄二
- 音楽監督 - 鈴木清司
- 録音監督 - 加藤敏
- 音響効果 - 糸川幸良
- 録音制作 - 東北新社
- 音響制作担当 - 古川直正、寺澤和宏
- 脚本監督 - 飯岡順一
- 音楽プロデューサー - 島田義三、山田慎也
- プロデューサー - 伊藤響（日本テレビ）、松元理人（TMS）、岩田幹宏（TMS）
- 主題歌「Destiny Love」
  - 作詞 - 田久保真見
  - 作曲 - 大野雄二
  - 唄 - 大野えり
- 企画協力 - 飯岡順一事務所
- 企画制作 - 日本テレビ
- 製作 - 東京ムービー新社